# Ciencias de administración y gestión

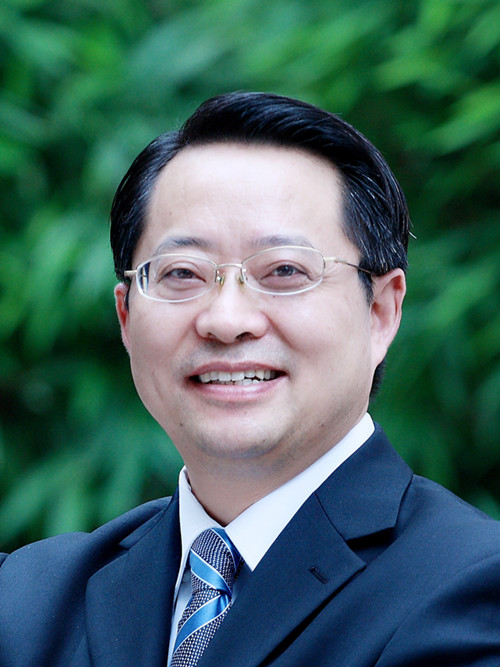
Yadong Luo

Las ciencias de administración y de gestión,  no deben ser confundidas con las prácticas de administración y la gestión, constituyen un cuerpo autónomo de conocimientos que tiene por objetivo esclarecer las acciones conductuales colectivas de los grupos humanos organizados, que redundan en la creación de empresas, asociaciones, administraciones, etc. Las ciencias de administración y gestión son ciencias de acción y decisión, que se apoyan y se articulan en numerosas disciplinas de las ciencias exactas y de las ciencias humanas.
Las ciencias de administración y gestión agrupan disciplinas tales como control de gestión, recursos humanos, marketing, contabilidad, sistemas de información, logística, emprendedurismo, teoría de las organizaciones, estrategia empresarial, estrategia de mercadotecnia, etc.